# Анасазі

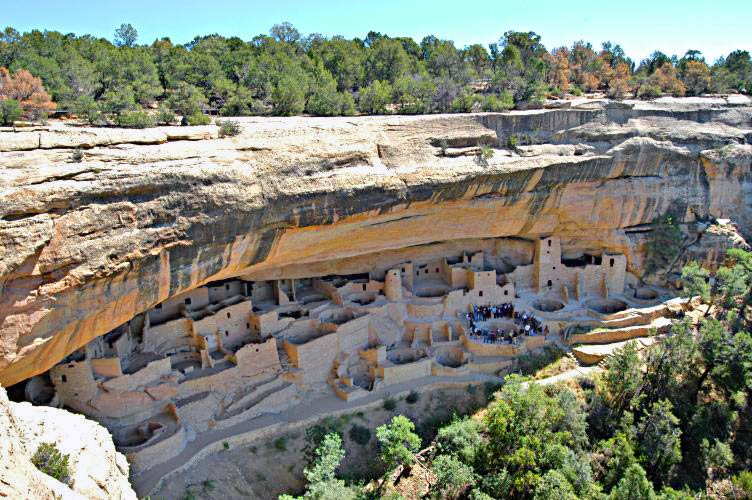
Скельний палац, національний парк Меса-Верде

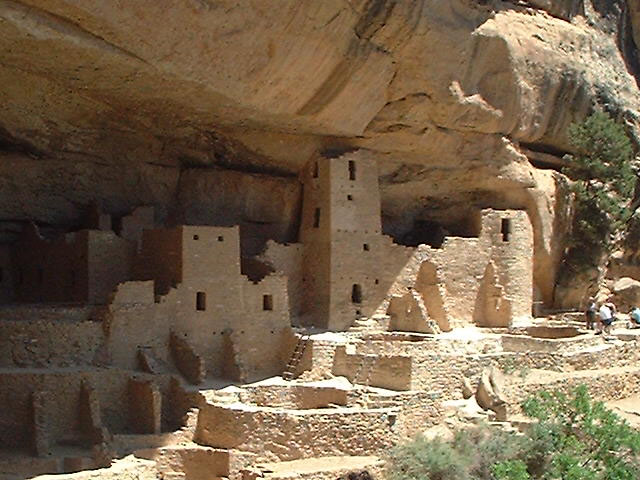
Ще один ракурс Скельного палацу, національний парк Меса-Верде

Культура анасазі або стародавні пуебло — доісторична індіанська культура, яка існувала на території сучасного південного заходу США, відомого як Чотири Кути, тобто району де сходяться кордони відразу чотирьох штатів Колорадо, Юта, Аризона, Нью-Мексико). Культура анасазі характеризується власним стилем кераміки і спорудження житла. Анасазі мешкали у землянках, у наскельних житлах а також у так званих «пуебло», житлах, споруджених таким чином, що до них можна було добратися лише за допомогою драбини, що перешкоджало проникненню ворогів.

## Термінологія
Термін «анасазі» пуебло вважають неприйнятним, бо на мові навахо слово anaasází (anaa — «ворог», sází — «предок») означає «давній ворог». Вперше термін запропонував наприкінці XIX ст. Річард Везеріл (Richard Wetherill), який володів мовою навахо, і термін закріпився в археологічній термінології в системі класифікації Пекос у 1927 р. На даний час пуебло виступають проти терміну «анасазі», а навахо — проти терміну «стародавні пуебло», або «предки пуебло» (ancestral Pueblo).
У терміна «стародавні пуебло» є і більш широке значення: він охоплює археологічні культури анасазі, могольйон, патайян, хохокам, оскільки всі чотири зазначені культури, а не тільки анасазі, є предками сучасної культурної групи індіанців пуебло, які розмовляють різними мовами.
Саме по собі слово «пуебло» походить ще з часів іспанського вторгнення і означало саме специфічний тип житла цих індіанців. «Пуебло» означає «село» іспанською мовою.
Таким чином, анасазі, пуебло, стародавні пуебло і давні пуебло це екзоніми.

## Походження
Досі серед археологів триває суперечка про датування виникнення культури, проте все ж компромісне формулювання усталилося і згідно з ним культура виникла приблизно в 12 ст. до н. е. під час Ери виготовлювачів кошиків II за Хронологією Пекос. Починаючи з найбільш ранніх розкопок дослідники вважали, що стародавні пуебло (анасазі) були предками сучасних пуебло. У цілому, і самі пуебло також претендують на походження від давніх пуебло. До теперішнього часу залишається населеним створене анасазі близько 1000 років тому селище Таос-Пуебло, що є пам'яткою Всесвітньої спадщини ЮНЕСКО.
У період 700-1130 років н. е. спостерігалося різке зростання населення завдяки регулярним дощовим опадам. Дослідження скелетних залишків показують, що вказаному зростанню швидше сприяло підвищення родючості ґрунту, ніж зниження смертності. Проте, збільшення населення за короткий період майже в десять разів неможливо було пояснити самим лише підвищенням народжуваності; швидше за все, воно також було пов'язано з міґраціями людей з прилеглих територій. Такі новації, як кераміка, довготривале зберігання продуктів і сільське господарство також сприяли зростанню населення. Протягом декількох десятиліть культура давніх пуебло поширилася по всьому ландшафту і розділилася на три основні географічні зони: каньйон і Північний Сан-Хуан чи Меса-Верде (південно-західна частина Колорадо).
Згідно з усною традицією сучасних пуебло, вони походили з місць, що знаходяться на північ від їхніх нинішніх місць проживання, з Сіпапу (Шібапу), де вони нібито виникли під землею, як озеро. Протягом невизначеного періоду часу їх вели за собою по Америці військові вожді на чолі з Великим духом. Спочатку кілька століть вони жили в місцях, де археологи виявили культуру анасазі, потім переселилися в нинішні місця проживання пуебло. Метою міграцій були самовдосконалення, збереження гармонії з навколишнім середовищем і порятунок народу від повного зникнення.

## Географія

Область поширення анасазі, а також сусідніх культур могольйон і хохокам

Стародавні пуебло були однією з 4-х найбільших археологічних культур південного заходу США. Цей регіон дуже часто називають Оазісамерика. Культура анасазі мала багато спільних рис із культурою могольйон з огляду на близькість ареалів проживання, і в той же час, різко відрізнялася від культур хохокам і патайян. По відношенню до сусідніх культур стародавні пуебло займали північно-західну частину квадрата. Історичною батьківщиною давніх пуебло вважається Колорадське плато, а весь ареал простягається від центру Нью-Мексико на сході до півдня Невади на заході. Знахідки слідів стародавньої культури пуебло виявлялися на територіях, що простягаються аж до Великих рівнин, в області річок Сімаррон і Пекос, а також у басейні річки Галістео.
Ландшафт і ресурси у цьому регіоні дуже відрізняються одне від одного в залежності від конкретного місця. Райони плато зазвичай високі, від 1,5 до 2,5 км над рівнем моря. Широкі плоскогір'я вкриті осадовими нашаруваннями, на яких ростуть лісисті зарості — ялівець, місцеві різновиди сосни, причому кожен з видів надає перевагу власному рівню висоти над рівнем моря. Водна та вітрова ерозія створила каньйони з крутими стінами, а також «вікна» і «мости» з пісковикових скель. У тих місцях, де ерозійно-стійкі шари (скельні породи) з вапняку, пісковика тощо знаходилися поверх шарів, менш стійких до ерозії, наприклад, глини, утворилися скельні виступи. Саме на таких виступах стародавні пуебло найчастіше створювали свої житла. Місцевість, де мешкали стародавні пуебло, являє собою низини з сухим кліматом, де поширені пустельні трави та чагарники. Сільське господарство пуебло вели зазвичай неподалік від струмків, де росли також верба і очерет. Гори в цьому регіоні можуть досягати висоти 4 км, вони служили джерелом деревини, дичини, мінералів і спеціальних каменів типу азбесту.
На південному заході США доступ до води відігравав велику роль. Практично вся територія, яку займали стародавні пуебло, страждала від періодичної посухи, вітрової та водної ерозії. Літні дощі могли бути раптовими і нерідко перетворювалися на руйнівні бурі. Хоча кількість снігових опадів була нерегулярною, саме сніг був основним джерелом води для давніх пуебло. Танення снігів навесні сприяло проростання зерна, як дикого, так і культивованого. У місцях, де шари пісковика розташовувалися на глині, танення снігу могло призвести до утворення джерел. Сніг також живив водою малі річки, такі, як Чінле, Анімас, Хемес і Таос. Великі річки грали меншу роль у житті стародавніх культур, оскільки малі потоки води легше було повернути в потрібну сторону або використовувати для іриґації.

## Культура

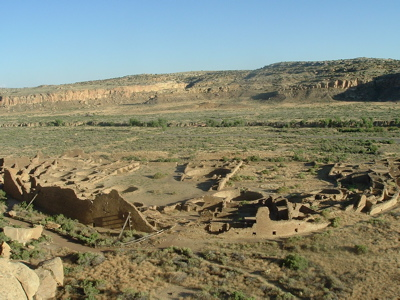
Пуебло-Боніто, найбільший з Великих Будинків Чако, що знаходяться біля підніжжя північної кінцівки Каньйону Чако

Найвідомішими пам'ятками культури стародавніх пуебло (анасазі), ймовірно, є кам'яні й глинобитні споруди вздовж круч. Найкраще дані будинки збереглися в національних парках США Чако-Каньйон, Меса-Верде, Ховенуіп і Каньйон-де-Челлі. У ці села, які іспанські завойовники називали «пуебло», люди нерідко могли потрапити, тільки піднявшись на скелю, нерідко за допомогою каната.
Тим не менше, походження цих приголомшливих споруд було більш прозаїчним. Перші будинки і села давніх пуебло представляли собою звичайні будинки-поглиблення (будинки-печери), характерні для всіх культур періоду Виготовлювачів кошиків.
Свого часу ці поселення були багатоповерховими і багатофункціональними. Будувалися навколо відкритих площ і оглядових майданчиків і нараховували сотні і тисячі мешканців. Ці населені комплекси були місцем проведення культурних і громадських заходів, а також інфраструктурними елементами, які підтримували широку і розкидану на сотні миль цивілізацію, з'єднану транспортними шляхами.
Стародавні пуебло також відомі унікальним стилем кераміки, яка в даний час високо цінується через те, що вона дуже рідкісна. Вони також створили багато петроґліфів (наскельних зображень) і піктоґрафічних зображень.

## Міграція з історичної батьківщини

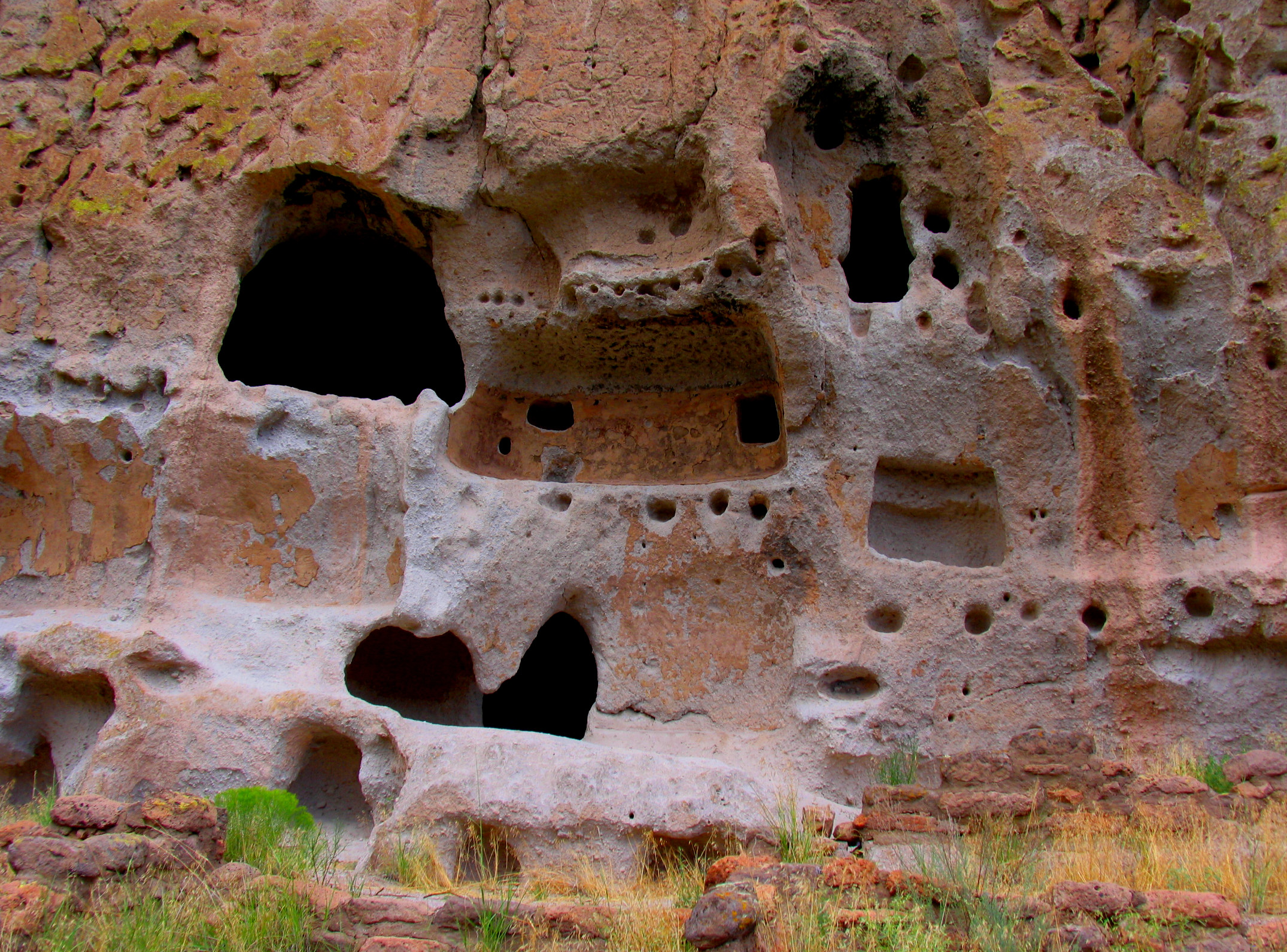
Скельне житло, Бандельєр, Нью-Мексико

Причини міґрації давніх пуебло зі своїх місць проживання у 12-13 століттях зрозумілі не до кінця. Серед можливих і дуже вірогідних причин розглядаються такі, як глобальна або регіональна зміна клімату (так званий Малий льодовиковий період), тривала посуха, циклічні періоди ерозії верхнього шару ґрунту, погіршення екологічної обстановки, зникнення лісів, ворожнеча з міґрантами, релігійні або культурні зміни, і навіть вплив Мезоамериканських культур. На користь ряду даних припущень говорять археологічні дані.
За сформованою думкою істориків стародавні пуебло стали жертвою носіїв нумських мов, що переселилися на колорадську рівнину, а також кліматичних змін, що призвело до занепаду сільського господарства. За археологічними даними стародавні пуебло неодноразово відповідали на кліматичні зміни тим, що змінювали місце проживання. Ранні поселення Пуебло I могли вміщати до 600 жителів, що проживали в декількох окремих, але близько розташованих групах жител. З іншого боку, ці поселення зазвичай існували протягом не більше 30 років. Археолог Тімоті Колер (Timothy A. Kohler) здійснив розкопки великих пам'яток культури Пуебло I неподалік Долорес, штат Колорадо, і виявив, що вони були засновані в періоди сильних (вище середнього) дощових опадів. Це дозволяло вирощувати сільськогосподарські культури без додаткової іриґації. У той же час, анасазі покинули довколишні поселення, що страждали від посух.
Культурний «золотий вік» давніх пуебло мав місце між 900 та 1130 роками. У цей період, який зазвичай позначається як Пуебло II, клімат був відносно спекотним, а дощові опади, в основному, помірними. Громади зростали і тепер вони існували вже довше, ніж раніше. Виникли дуже своєрідні місцеві традиції архітектури та кераміки, поширилася торгівля на далекі відстані.
Пуебло одомашнили індиків.

## Занепад
Приблизно після 1150 р. у Північній Америці відбулися серйозні кліматичні зміни, відомі як Велика посуха, яка тривала близько 300 років і призвела до зникнення цивілізації Тіуанако біля озера Тітікака. У цей же час занепала Міссісіпська культура. Свідчення на підтримку даної точки зору виявлені під час розкопок західних регіонів долини Міссісіпі, в шарах, які відносяться до 1150–1350 рр., Вони містять ознаки тривалих періодів з теплою вологою зимою і сухим холодним літом. У цей останній період культура Пуебло II стала більш замкнутою, зменшилися об'єми торгівлі і ступінь взаємодія з іншими громадами. Фермери на південному заході виробили методи іриґації, пристосовані до сезонних дощових опадів, включаючи методи контролю за станом ґрунту і води, такі, як спорудження дамб та терасне землеробство. З іншого боку, населення регіону продовжувало вести мобільний спосіб життя і залишати поселення і поля за несприятливих умов довкілля.
Поряд із зазначеною зміною рівня опадів, мабуть, відбулося зниження рівня води, причому, з причин, не пов'язаних з опадами. Це призвело до того, що у більш посушливих місцях або там, де ґрунт був виснажений сільським господарством, поселення були занедбані.
Є також свідчення фундаментальних змін у релігії в зазначений період. Споруди в каньйоні Чако та в інших місцях зазвичай споруджувалися за астрономічними орієнтирами, і, як передбачається, вони служили для церемоніальних цілей, після чого їх розбирали. Дверні проходи герметизувати каменями і вапняним розчином. На стінах ритуальних приміщень (Ківа) видно сліди великих пожеж всередині, для чого, імовірно, потрібно було робити демонтаж масивного даху, що вимагало великих зусиль.
Після випалювання зсередини церемоніальних споруд поселення занедбувалося, племена ділилися і переселялися на нові землі. Це означає, що релігійні будівлі з часом втрачали своє призначення. Згідно з переказами пуебло, їх предки володіли великою духовною силою і управляли природними стихіями, могли викликати природні зміни. Ймовірно, демонтаж релігійних споруд був спробою символічно скасувати зміни, якщо вони вважали, що зловжили своїми силами і природа їх за це карає несприятливими умовами.
Як стверджує традиція більшості сучасних народів пуебло (керес, хопі і тано), так і історики, наприклад, Джеймс В. Льовен (en: James W. Loewen), відомий критик історичних помилок популярної літератури, в своїй книзі «Lies Across America: What Our Historic Markers and Monuments Get Wrong» (1999), говорить, що стародавні пуебло не «зникли», хоча схожі твердження зустрічаються в безлічі популярних американських книг, а мігрували на землі на південному заході США, де були сприятливіші умови, більше опадів та водні джерела. З нащадків давніх пуебло утворилися сучасні народи групи пуебло, що живуть у штатах Аризона і Нью-Мексико. До цих же висновків приходили антропологи початку 20 ст., у тому числі Френк Гамільтон Кашинг, Волтер Ф'юкс і Альфред Кіддер. Багато сучасних пуебло відраховують свою хронологію від стародавніх поселень. Є також свідчення глибоких змін, що відбулися у місцях існування стародавніх культур анасазі та могольйон. Наприклад, пуебло з Сан-Ільдефонсо вважають, що їхні предки жили в Меса-Верде і Бандельєр.